# Air Independence
Air Independence GmbH Luftfahrtunternehmen  é uma companhia aérea sediada em Munique, na Alemanha. A empresa opera desde 1999.